# Diócesis de Peterborough
La diócesis de Peterborough (en latín: Dioecesis Peterboroughen(sis) y en inglés: Roman Catholic Diocese of Peterborough) es una circunscripción eclesiástica latina de la Iglesia católica en Canadá, sufragánea de la arquidiócesis de Kingston en Canadá. La diócesis tiene al obispo Daniel Joseph Miehm como su ordinario desde el 10 de marzo de 2017.

## Territorio y organización
La diócesis tiene 25 900 km² y extiende su jurisdicción sobre los fieles católicos de rito latino residentes en parte de la provincia de Ontario en la municipalidad del distrito de Muskoka, el distrito de Parry Sound, los condados de Northumberland y Peterborough, la municipalidad de Kawartha Lakes, la ciudad de Clarington (en la municipalidad regional de Durham), y cinco ciudades en la parte sudoccidental del condado de Haliburton.
La sede de la diócesis se encuentra en la ciudad de Peterborough, en donde se halla la Catedral de San Pedro Encadenado.
En 2019 en la diócesis existían 31 parroquias.

## Historia
El vicariato apostólico de Canadá Septentrional fue erigido el 3 de febrero de 1874 con el breve Arcano divinae del papa Pío IX, obteniendo el territorio de la diócesis de Kingston (hoy arquidiócesis).
El 11 de julio de 1882, con el breve Quod venerabiles del papa León XIII, se amplió para incluir territorios que pertenecían a la diócesis de Kingston y fue elevada a diócesis.
Inicialmente sufragánea de la arquidiócesis de Toronto, el 28 de diciembre de 1889 pasó a formar parte de la provincia eclesiástica de Kingston.

El 16 de septiembre de 1904 cedió una parte de su territorio para la erección de la diócesis de Sault Sainte Marie mediante el breve In sublimi del papa Pío X.

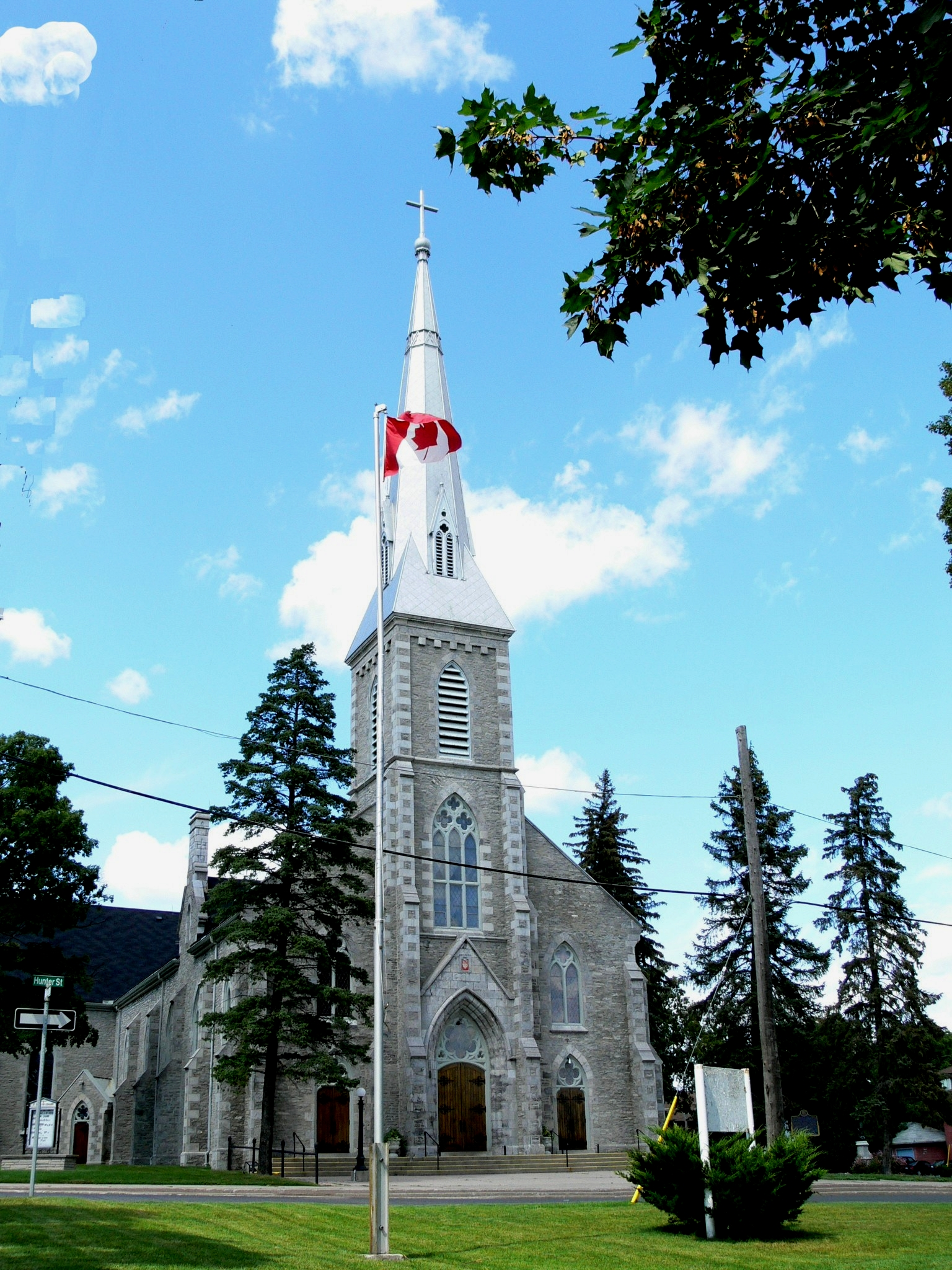
Vista frontal de la Catedral de San Pedro Encadenado, en Peterborough, ON

## Estadísticas
De acuerdo al Anuario Pontificio 2020 la diócesis tenía a fines de 2019 un total de 62 000 fieles bautizados.
| Año                                                                             | Población            | Población | Población      | Sacerdotes | Sacerdotes    | Sacerdotes    | Bautizados por sacerdote | Diáconos permanentes | Religiosos | Religiosos | Parroquias |
| Año                                                                             | Bautizados católicos | Total     | % de católicos | Total      | Clero secular | Clero regular | Bautizados por sacerdote | Diáconos permanentes | Varones    | Mujeres    | Parroquias |
| ------------------------------------------------------------------------------- | -------------------- | --------- | -------------- | ---------- | ------------- | ------------- | ------------------------ | -------------------- | ---------- | ---------- | ---------- |
| 1950                                                                            | 30 000               | ?         | ?              | 59         | 53            | 6             | 508                      |                      | 6          | 290        | 30         |
| 1966                                                                            | 41 417               | 244 270   | 17.0           | 61         | 56            | 5             | 678                      |                      | 7          | 227        | 32         |
| 1970                                                                            | 44 178               | 262 000   | 16.9           | 62         | 58            | 4             | 712                      |                      | 5          | 190        | 33         |
| 1976                                                                            | 34 700               | 283 376   | 12.2           | 56         | 48            | 8             | 619                      |                      | 10         | 185        | 33         |
| 1980                                                                            | 50 200               | 294 000   | 17.1           | 63         | 58            | 5             | 796                      |                      | 6          | 166        | 35         |
| 1990                                                                            | 71 181               | 339 000   | 21.0           | 97         | 93            | 4             | 733                      | 5                    | 7          | 151        | 40         |
| 1999                                                                            | 88 680               | 387 899   | 22.9           | 93         | 87            | 6             | 953                      | 10                   | 7          | 121        | 42         |
| 2000                                                                            | 84 680               | 389 899   | 21.7           | 96         | 86            | 10            | 882                      | 11                   | 11         | 110        | 42         |
| 2001                                                                            | 85 101               | 391 501   | 21.7           | 92         | 84            | 8             | 925                      | 13                   | 9          | 101        | 43         |
| 2002                                                                            | 86 101               | 401 120   | 21.5           | 87         | 78            | 9             | 989                      | 12                   | 10         | 95         | 43         |
| 2003                                                                            | 86 199               | 395 622   | 21.8           | 92         | 82            | 10            | 936                      | 12                   | 12         | 95         | 42         |
| 2004                                                                            | 99 785               | 396 622   | 25.2           | 90         | 80            | 10            | 1108                     | 11                   | 10         | 65         | 41         |
| 2013                                                                            | 61 000               | 442 000   | 13.8           | 86         | 71            | 15            | 709                      | 8                    | 15         | 77         | 40         |
| 2016                                                                            | 59 642               | 456 963   | 13.1           | 73         | 60            | 13            | 817                      | 13                   | 13         | 74         | 40         |
| 2019                                                                            | 62 000               | 474 800   | 13.1           | 65         | 53            | 12            | 953                      | 10                   | 12         | 75         | 40         |
| Fuente: Catholic-Hierarchy, que a su vez toma los datos del Anuario Pontificio. |                      |           |                |            |               |               |                          |                      |            |            |            |

## Episcopologio
- Jean-François Jamot † (3 de febrero de 1874-4 de mayo de 1886 falleció)
- Thomas Joseph Dowling † (14 de diciembre de 1886-11 de enero de 1889 nombrado obispo de Hamilton)
- Richard Alphonsus O'Connor † (11 de enero de 1889-23 de enero de 1913 falleció)
- Richard Michael Joseph O'Brien † (20 de junio de 1913-17 de mayo de 1929 nombrado arzobispo coadjutor de Kingston[6])
- Dennis P. O'Connor † (30 de enero de 1930-30 de agosto de 1942 falleció)
- John Roderick MacDonald † (5 de junio de 1943-14 de abril de 1945 nombrado obispo coadjutor de Antigonish[7])
- Joseph Gerald Berry † (7 de abril de 1945-28 de noviembre de 1953 nombrado arzobispo de Halifax)
- Benjamin Ibberson Webster † (24 de abril de 1954-12 de marzo de 1968 renunció[8])
- Francis Anthony Marrocco † (10 de junio de 1968-18 de julio de 1975 falleció)
- James Leonard Doyle † (24 de mayo de 1976-28 de diciembre de 2002 renunció)
- Nicola de Angelis, C.F.I.C. (28 de diciembre de 2002-8 de abril de 2014 retirado)
- William Terrence McGrattan (8 de abril de 2014-4 de enero de 2017 nombrado obispo de Calgary)
- Daniel Joseph Miehm, desde el 10 de marzo de 2017